# São José do Egito (kommun)
São José do Egito är en kommun i Brasilien.   Den ligger i delstaten Pernambuco, i den östra delen av landet, 1 500 km nordost om huvudstaden Brasília. Antalet invånare är 31 838.
Följande samhällen finns i São José do Egito:
- São José do Egito

Omgivningarna runt São José do Egito är huvudsakligen savann. Runt São José do Egito är det ganska glesbefolkat, med 47 invånare per kvadratkilometer.